# Coupe Gambardella 2013-2014
Navigation
Édition précédente Édition suivante
La Coupe Gambardella 2013-2014 est la 60e édition de la Coupe Gambardella de football. Elle est organisée durant la saison 2013-2014 par la Fédération française de football et ses ligues régionales, et se déroule sur toute la saison, d'octobre à mai. La compétition à élimination directe met aux prises les équipes de moins de 19 ans des clubs à travers la France. L'AJ Auxerre remporte la coupe, en battant en finale le Stade de Reims (2-0), constituant le 7e titre de l'AJ Auxerre.

## Résultats

### Soixante-quatrièmes de finale
Le tirage au sort pour les 64e de finales a eu lieu le 12 décembre 2013.
| Club                     | Score  | Club                           | T.a.b | Date            | Heure |
| ------------------------ | ------ | ------------------------------ | ----- | --------------- | ----- |
| Le Puy Foot 43 Auvergne  | 1 - 0  | A.S.F Andrézieux               | non   | 11 janvier 2014 | 14h30 |
| Angers S.C.O             | 1 - 3  | Stade brestois 29              | non   | 11 janvier 2014 | 14h30 |
| Vannes O.C               | 3 - 2  | U.S Concarneau                 | non   | 11 janvier 2014 | 14h30 |
| Pau F.C                  | 1 - 1  | Montauban F.C                  | 3 - 2 | 11 janvier 2014 | 14h30 |
| A.S Marck                | 0 - 3  | Racing Colombes 92             | non   | 11 janvier 2014 | 14h30 |
| U.S.J.A Carquefou        | 1 - 1  | F.C Nantes                     | 4 - 2 | 11 janvier 2014 | 15h00 |
| F.C Geispolsheim         | 3 - 2  | U.S Schleithal U.S             | non   | 11 janvier 2014 | 15h00 |
| Annecy F.C               | 1 - 1  | Clermont Foot 63               | 3 - 4 | 11 janvier 2014 | 15h30 |
| Nîmes Gazélec            | 1 - 0  | Fréjus Saint Raphaël           | non   | 11 janvier 2014 | 16h00 |
| A.S Monaco               | 2 - 0  | A.C Ajaccio                    | non   | 12 janvier 2014 | 13h00 |
| A.S.M Belfort            | 1 - 0  | F.C Mulhouse                   | non   | 12 janvier 2014 | 14h30 |
| R.S Magny                | 0 - 0  | RCS La Chapelle                | 5 - 4 | 12 janvier 2014 | 14h30 |
| Belfort Sud              | 1 - 8  | S.A.S Épinal                   | non   | 12 janvier 2014 | 14h30 |
| C.S.O Amnéville          | 6 - 1  | E.S Metz                       | non   | 12 janvier 2014 | 14h30 |
| Selongey Is Football     | 2 - 5  | ESTAC Troyes                   | non   | 12 janvier 2014 | 14h30 |
| Bar le Duc F.C           | 0 - 4  | R.C Strasbourg                 | non   | 12 janvier 2014 | 14h30 |
| AJ Auxerre               | 1 - 1  | Olympique lyonnais             | 6 - 5 | 12 janvier 2014 | 14h30 |
| Chasselay MDA            | 4 - 2  | S.O Chambéry                   | non   | 12 janvier 2014 | 14h30 |
| R.C Vichy                | 0 - 1  | Jura Sud Foot                  | non   | 12 janvier 2014 | 14h30 |
| F.C Sochaux-Montbéliard  | 1 - 0  | A.S Nancy-Lorraine             | non   | 12 janvier 2014 | 14h30 |
| C.O. Avallonnais         | 1 - 10 | Évian T.G. F.C.                | non   | 12 janvier 2014 | 14h30 |
| F.C Villefranche         | 0 - 3  | Dijon F.C.O                    | non   | 12 janvier 2014 | 14h30 |
| Marseille Air Bel        | 2 - 3  | S.C Bastia                     | non   | 12 janvier 2014 | 14h30 |
| F.C Bourg-Péronnas       | 2 - 0  | C.A Pontarlier                 | non   | 12 janvier 2014 | 14h30 |
| U.S Carqueiranne         | 1 - 4  | A.S Cannes                     | non   | 12 janvier 2014 | 14h30 |
| A.S Valence              | 0 - 3  | A.S Saint-Étienne              | non   | 12 janvier 2014 | 14h30 |
| A.S Saint Priest         | 0 - 0  | O.G.C. Nice                    | 4 - 3 | 12 janvier 2014 | 14h30 |
| Gap Foot 05              | 2 - 1  | AS Minguettes Vénissieux       | non   | 12 janvier 2014 | 14h30 |
| Tarbes Pyrénées Football | 0 - 2  | Montpellier H.S.C              | non   | 12 janvier 2014 | 14h30 |
| Olympique de Marseille   | 11 - 0 | Gallia Club Lucciana           | non   | 12 janvier 2014 | 14h30 |
| Saint Alban Aucamville   | 0 - 1  | Aviron bayonnais football club | non   | 12 janvier 2014 | 14h30 |
| Nîmes Lasallien          | 1 - 1  | F.C Libourne                   | 3 - 4 | 12 janvier 2014 | 14h30 |
| Rodez Aveyron Football   | 1 - 1  | Jeunesse villenavaise          | 5 - 3 | 12 janvier 2014 | 14h30 |
| U.S Colomiers            | 0 - 1  | Nîmes Olympique                | non   | 12 janvier 2014 | 14h30 |
| A.S Muret                | 1 - 3  | FC Girondins de Bordeaux       | non   | 12 janvier 2014 | 14h30 |
| S.A Mérignac             | 2 - 1  | Toulouse FC                    | non   | 12 janvier 2014 | 14h30 |
| US Changé                | 2 - 6  | Tours FC                       | non   | 12 janvier 2014 | 14h30 |

### Seizièmes-de-finale
| Club                   | Score | Club                          | T.a.b | Date            |
| ---------------------- | ----- | ----------------------------- | ----- | --------------- |
| AS Monaco              | 1-0   | AS Saint-Etienne              | non   | 23 février 2014 |
| Rodez AF               | 1-3   | Evian Thonon Gaillard         | non   | 23 février 2014 |
| FC Sochaux             | 4-1   | SAS Épinal                    | non   | 23 février 2014 |
| Paris SG               | 1-3   | Stade rennais                 | non   | 23 février 2014 |
| Olympique de Marseille | 0-0   | Clermont Foot                 | 5-4   | 23 février 2014 |
| FC Rouen 1899          | 2-0   | SM Caen                       | non   | 23 février 2014 |
| Pau FC                 | 1-1   | La Berrichonne de Châteauroux | oui   | 23 février 2014 |
| GSI Pontivy            | 0-1   | Stade brestois                | non   | 23 février 2014 |
| Stade lavallois        | 1-0   | Chamois niortais              | non   | 23 février 2014 |
| Blois Foot 41          | 1-3   | FC Lorient                    | non   | 23 février 2014 |
| AS Cannes              | 1-4   | SC Bastia                     | non   | 23 février 2014 |
| FC Montfermeil         | 0-4   | Stade de Reims                | non   | 23 février 2014 |
| CSO Amnéville          | 1-1   | Paris FC                      | oui   | 23 février 2014 |
| US Orléans             | 3-1   | US Chantilly                  | non   | 23 février 2014 |
| US Quevilly            | 0-0   | Racing Club de France         | oui   | 23 février 2014 |
| AJ Auxerre             | 1-0   | RC Strasbourg                 | non   | 23 février 2014 |

### Huitièmes-de-finale
| Club                   | Score | Club                   | T.a.b | Date         |
| ---------------------- | ----- | ---------------------- | ----- | ------------ |
| Stade rennais          | 5-0   | US Quevilly            | non   | 16 mars 2014 |
| FC Lorient             | 1-1   | Stade lavallois        | 4-5   | 16 mars 2014 |
| FC Rouen               | 1-2   | Stade de Reims         | non   | 16 mars 2014 |
| US Orléans             | 0-2   | Stade brestois         | non   | 16 mars 2014 |
| SC Bastia              | 1-1   | FC Sochaux-Montbéliard | 4-2   | 16 mars 2014 |
| Olympique de Marseille | 0-3   | AS Monaco              | non   | 16 mars 2014 |
| Évian Thonon Gaillard  | 1-1   | AJ Auxerre             | 3-5   | 16 mars 2014 |
| Pau FC                 | 0-2   | Paris FC               | non   | 16 mars 2014 |

### Quarts-de-finale
| Club            | Score | Club          | T.a.b | Date         |
| --------------- | ----- | ------------- | ----- | ------------ |
| Stade de Reims  | 3 - 0 | Stade rennais | non   | 6 avril 2014 |
| Stade brestois  | 2 - 2 | AS Monaco     | 3 - 4 | 6 avril 2014 |
| Stade lavallois | 2 - 1 | SC Bastia     | non   | 6 avril 2014 |
| Paris FC        | 0 - 1 | AJ Auxerre    | non   | 6 avril 2014 |

### Demi-finales
| Club           | Score | Club            | T.a.b | Date          | Heure |
| -------------- | ----- | --------------- | ----- | ------------- | ----- |
| AJ Auxerre     | 1 - 1 | Stade lavallois | 4 - 3 | 20 avril 2014 | 14h30 |
| Stade de Reims | 3 - 2 | AS Monaco       | Non   | 20 avril 2014 | 17h00 |

### Finale
C'est l'AJ Auxerre qui remporte la coupe Gambardella. Opposés au Stade de Reims, les Auxerrois font la différence en seconde période. Kilic et FumuTamuzo inscrivent les deux buts auxerrois. L'AJA remporte ainsi sa septième coupe Gambardella.
Ce match s'est joué en ouverture de la finale de la coupe de France Stade rennais - En Avant de Guingamp au Stade de France.